# Osadné
Osadné (Hongaars:Telepóc) is een Slowaakse gemeente in de regio Prešov, en maakt deel uit van het district Snina. Osadné telde in 2006 192 inwoners, voor het merendeel Roethenen. Het dorpje strekt zich ongeveer een kilometer uit langs beide oevers van het riviertje Udava en ligt in de heuvels van de noordelijke uitlopers van de Oostelijke Karpaten.
Het dorp kreeg enige bekendheid nadat de documentaire Osadné uit 2009 van de Slowaakse regisseur Marko er aandacht aan had besteed. Deze documentaire won op het Internationaal filmfestival van Karlsbad de prijs voor beste documentaire van meer dan 30 minuten.

## Galerij

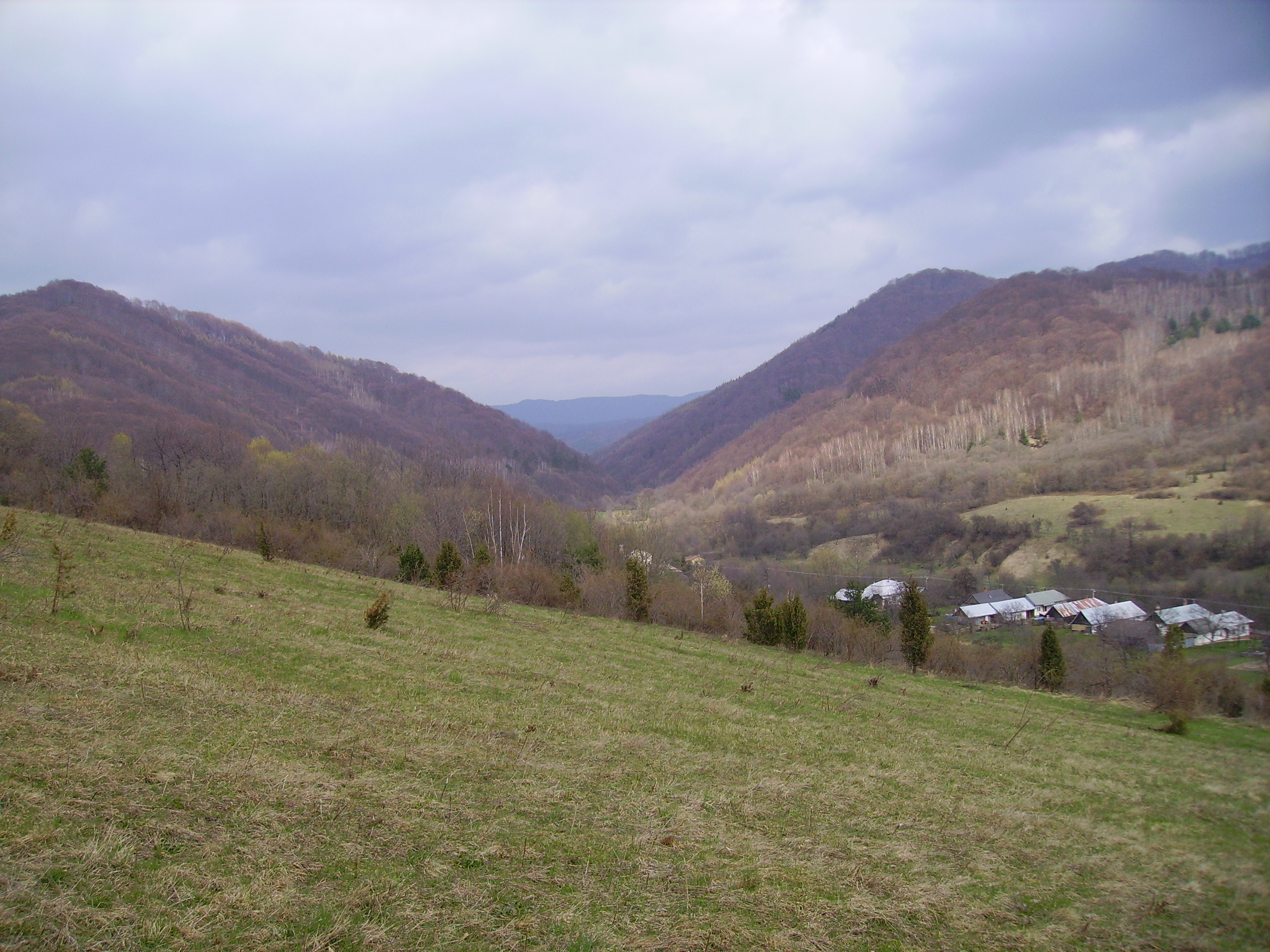
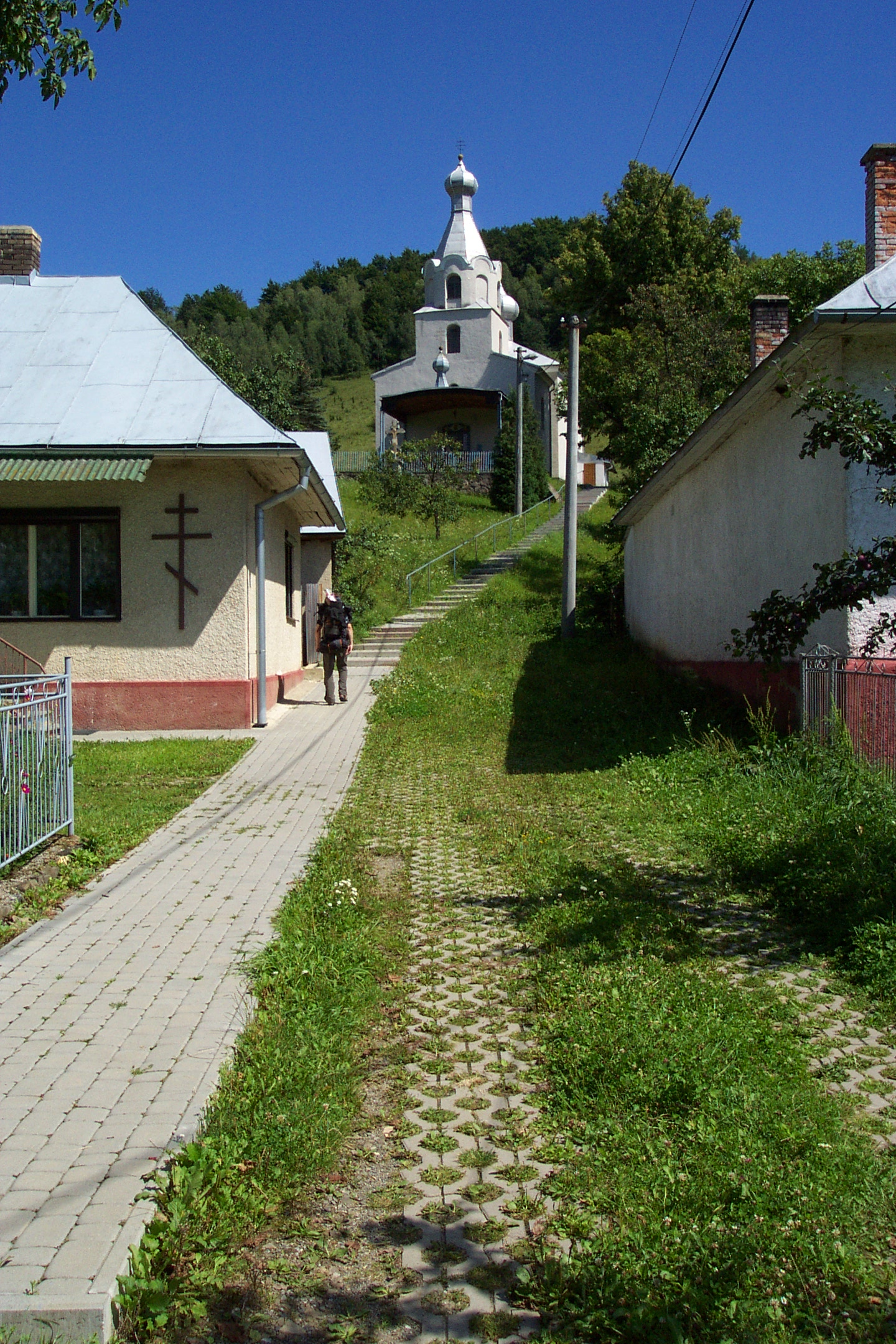
De Orthodoxe kerk van Osadné

Belá nad Cirochou · Brezovec · Čukalovce · Dlhé nad Cirochou · Dúbrava · Hostovice · Hrabová Roztoka · Jalová · Kalná Roztoka · Klenová · Kolbasov · Kolonica · Ladomirov · Michajlov · Nová Sedlica · Osadné · Parihuzovce · Pčoliné · Pichne · Príslop · Runina · Ruská Volová · Ruský Potok · Snina · Stakčín · Stakčínska Roztoka · Strihovce · Šmigovec · Topoľa · Ubľa · Ulič · Uličské Krivé · Zboj · Zemplínske Hámre